# Hippolyte Delehaye
Joseph Hippolyte Marie Delehaye, S.J. (Anversa, 19 agosto 1859 – Etterbeek, 1º aprile 1941), è stato un gesuita e storico belga.
Dal 1901 fece parte della Società dei bollandisti, di cui fu anche presidente dal 1912.

## Biografia
Hippolyte Delehaye entrò nei Gesuiti il 23 settembre 1876 e fece il suo noviziato ad Arlon.
Alla fine della sua formazione spirituale ed accademica fu ordinato sacerdote a Lovanio il 24 agosto 1890.
Durante i suoi studi di teologia, tra il 1886 ed il 1888, pubblicò tre articoli sulla vita del filosofo scolastico medievale Enrico di Gand, il cosiddetto "Doctor Solemnis". Questi articoli attirarono l'attenzione del presidente dei Bollandisti, padre Charles De Smedt, che lo chiamò a Bruxelles. Sotto la sua direzione Hippolyte Delehaye preparò una tesi sul monaco benedettino Gilberto di Gembloux.
Alla fine dei suoi studi, nel 1891, fu responsabile della pubblicazione degli Acta Sanctorum, il lavoro principale e collettivo della Società dei Bollandisti.
La sua area di specializzazione era l'agiografia bizantina.
Nel 1895, apparve la sua prima Bibliotheca hagiographica graeca (BHG), rivista nel 1909 ed acclamata dalla critica come uno strumento magistrale per lo studio dell'antico mondo ellenico-cristiano.
Nel 1902, pubblicò il suo Martyrologe byzantin e tre anni dopo (1905) Les légendes hagiographiques.
Altre pubblicazioni accademiche seguirono a un ritmo costante.
Prima di dedicarsi completamente all'agiografia, divenendo nel 1912 presidente dei Bollandisti, in successione a Charles De Smedt, fu professore di matematica al Sainte-Barbe College di Gand.
Il 5 febbraio 1918, Hippolyte Delehaye, insieme all'avvocato Albert van de Kerckhove, fu arrestato dai tedeschi per la sua partecipazione alle attività della stampa clandestina della Resistenza.
Condannato a 15 anni di lavori forzati.
Il 30 ottobre 1918, prima dell'Armistizio di Compiègne dell'11 novembre 1918, fu rilasciato.
Il suo lavoro agiografico fu ripreso e, con l'aiuto di Paul Peeters ed altri, continuò la pubblicazione degli Acta Sanctorum.
Diede nuovo impulso agli studi agiografici: iniziò a studiare le vite dei santi dividendoli in gruppi, secondo il genere di vita o per area geografica.
Oltre a questo lavoro su larga scala ed a lungo termine, Hippolyte Delehaye scrisse innumerevoli articoli per riviste e monografie belghe e straniere, pubblicati spesso sulla rivista Analecta Bollandiana.
Come maestro di agiografia, era probabilmente uguale al suo illustre predecessore Daniel van Papenbroeck (immediato successore di Jean Bolland) per il suo acume intellettuale e la sicurezza del suo giudizio critico.
Oltre ai più tradizionali metodi della ricerca storico-filologica si avvalse di quelli legati all'archeologia e alla codicologia, perfezionando i metodi di critica così da riportare in vita il Bollandismo contemporaneo.
Tra le numerose pubblicazioni si ricordano particolarmente:
- Bibliotheca hagiographica graeca (1895);
- Les légendes hagiographiques (1905, 1906 e 1927), tradotto in italiano Le leggende agiografiche (Firenze, 1906 e 1910);
- Les origines du culte des martyrs (1912 e 1933);
- À travers trois siècles: l'œuvre des Bollandistes (1615-1915) (1920);
- Saint Martin et Sulpice Sévère (1920);
- Les passions des martyrs et les genres littéraires (1921);
- Les martyrs d'Égypte, Bruxelles, Bureau de la Société des Bollandistes (1922)
- Les Saints Stylites (1923), studio dettagliato di racconti agiografici della vita di celebri stiliti tra cui Simeone Stilita il Vecchio, Daniele lo Stilita, Simeone Stilita il Giovane e Luca lo Stilita;
- Sanctus. Essai sur le culte des saints dans l'antiquité (1927);
- Cinq leçons sur la méthode hagiographique (1935);
- Étude sur le légendier romain - Les saints de novembre et de décembre (1936), fu l'edizione del Sinassario costantinopolitano (Synaxarium Ecclesiae Constantinopolitanae) uscita nel 1903 (= Propylaeum ad Acta Sanctorum Novembris).

Collaborò attivamente agli Acta Sanctorum e agli Analecta Bollandiana.

## Accademie
Hippolyte Delehaye, storiografo e agiografo di fama mondiale, è stato eletto corrispondente di molte Accademie e Società accademiche:
- 1913: membro della Académie Royale des Sciences, des Lettres et des Beaux-Arts de Belgique di Bruxelles
- 1914: membro della Académie des Inscriptions et Belles-Lettres de l'Institut de France di Parigi
- 1919: membro effettivo della Académie Royale des Sciences, des Lettres et des Beaux-Arts de Belgique di Bruxelles
- 1919: membro della Pontificia Accademia Romana di Archeologia di Roma
- 1920: corrispondente della British Academy di Londra
- 1920: corrispondente della Real Academia de la Historia di Madrid
- 1924: corrispondente della Academia Română di Bucarest
- 1925: socio straniero della Académie des Inscriptions et Belles-Lettres de l'Institut de France di Parigi
- 1925: membro della Εταιρεία Βυζαντινών Σπουδών (Etaireía Vyzantinón Spoudón = Società di Studi Bizantini) di Atene
- 1926: membro della Académie Royale d'Archéologie de Belgique di Bruxelles
- 1926: corrispondente della Medieval Academy of America di Cambridge
- 1928: associato della Accademia Nazionale dei Lincei di Roma
- 1930: consultore della Congregazione dei Riti del Vaticano

## Premi ed Onorificenze
- 1910:  "Prix Décennal de Philologie Classique et Orientale pour la 3e Période 1900-1909" della Académie Royale des Sciences, des Lettres et des Beaux-Arts de Belgique di Bruxelles, per la pubblicazione del "Synaxaire de Costantinopoli"
- 1921:  "Prix Quinquennal des Sciences Historiques pour la 15e Période 1916-1920" della Académie Royale des Sciences, des Lettres et des Beaux-Arts de Belgique di Bruxelles, per la pubblicazione de "Les origines du culte des Martyrs"
- 1920:  Dottore Honoris Causa della Università di Oxford (Regno Unito)
- 1926:  Dottore Honoris Causa della Università Cattolica di Lovanio (Belgio)

- 1919:  Croce Civica di 1ª Classe per Atti Realizzati Durante la Guerra 1914-1918 del Belgio
- 1927:  Commendatore dell'Ordine di Leopoldo del Belgio
- 1930:  Medaglia Commemorativa della Guerra 1914-1918 del Belgio
- 1930:  Medaglia della Vittoria 1914-1918 del Belgio
- 1930:  Medaglia del Prigioniero Politico 1914-1918 del Belgio